# Cytherella rugosa
Cytherella rugosa is een mosselkreeftjessoort uit de familie van de Cytherellidae. De wetenschappelijke naam van de soort is voor het eerst geldig gepubliceerd in 1866 door Brady.